# Pteridrys cnemidaria
Pteridrys cnemidaria är en ormbunkeart som först beskrevs av Christ, och fick sitt nu gällande namn av C. Chr. et. Ching. Pteridrys cnemidaria ingår i släktet Pteridrys och familjen Tectariaceae. Inga underarter finns listade.